# Soyou (artiste)
Kang Ji-hyun (coréen : 강지현 ; née le 12 février 1992), mieux connue sous son nom de scène Soyou (소유), est une chanteuse et actrice sud-coréenne.
Elle est principalement connue pour avoir fait partie du girl group sud-coréen Sistar signé chez Starship Entertainment.

## Biographie

### Enfance et formation
Soyou est née le 12 février 1992 à Jeju Island en Corée du Sud. Soyou était stagiaire chez Cube Entertainment avant de débuter avec Sistar et était supposée débuter en tant que membre de 4Minute. Soyou a répondu qu'elle ne pouvait pas intégrer le groupe car elle avait trop de lacunes. Elle devait avoir la place de Sohyun. Plutôt, Soyou a préféré auditionner chez Starship Entertainment, où elle a fait une cover de "On The Road" de Navi, et a débuté au sein de Sistar.

### Carrière

#### Sistar
En juin 2010, Soyou fait ses débuts en tant que membre de Sistar au Music Bank sur KBS avec le single qui a lancé leur groupe, Push Push.

#### Carrière solo
Le 6 août 2010, Soyou et Woo de J2 ont collaboré pour faire l'OST du drama Gloria. Le 17 septembre 2010, Soyou a aussi chanté l'OST du drama de MBC, Playful Kiss. La chanson est appelée "Should I Confess".
Le 1er novembre 2012, Soyou chante en featuring avec le groupe de hip-hop Geeks, la chanson Officially Missing You, Too est une reprise de la chanson de l'artiste canadienne Tamia, la chanson fait partie de l'album de Geeks Re;Code Episode 1. Le 29 novembre 2012, Soyou a aussi sorti une chanson dans le cadre du Starship Planet 2012 avec K.Will et Jeongmin du groupe Boyfriend appelée "White Love".
Le 15 juillet 2013, il a été révélé que Soyou allait faire une apparition sur le plateau de Star Diving Show Splash sur MBC avec Kwon Yuri, Choi Minho et d'autres. Le 6 septembre 2013, il a été dévoilé que Soyou et Mad Clown allaient sortir un duo le 10 septembre, appelé "Stupid in Love".
Le 1er février 2014, on annonce que Soyou et JunGiGo vont sortir un duo intitulé "Some".
Le 5 janvier 2015, on nous apprend que Soyou avec Lee Ha-nui et Kim Jung Min seront les prochains MC du programme de conseils beauté Get It Beauty en 2015. Le premier épisode où elle présente sera diffusé le 4 février 2015.
En 2018, elle intègre le corps professoral de PRODUCE 48 en tant que coach vocal.

## Discographie

### Mini-albums (EPs)
| Titre         | Détails                                                              | Classement | Ventes        |
| Titre         | Détails                                                              | COR        | Ventes        |
| ------------- | -------------------------------------------------------------------- | ---------- | ------------- |
| Re:Born       | - Date de sortie : 13 décembre 2017 - Label : Starship Entertainment | 19         | - COR : 2 352 |
| Re:Fresh      | - Date de sortie : 4 octobre 2018 - Label : Starship Entertainment   | 19         | - COR : 1 870 |
| Day & Night   | - Date de sortie : 27 avril 2022 - Label : BPM Entertainment         | 90         | NC            |
| Summer Recipe | - Date de sortie : 26 juillet 2023 - Label : BPM Entertainment       | 97         | NC            |

### Singles

#### Comme artiste solo
| Année                                                                               | Titre                                      | Meilleures positions | Album               |
| Année                                                                               | Titre                                      | COR Gaon             | Album               |
| ----------------------------------------------------------------------------------- | ------------------------------------------ | -------------------- | ------------------- |
| 2017                                                                                | Blue Nights of Jeju Island                 | —                    | Non issu d’un album |
| 2017                                                                                | The Night (feat. Geeks) (Prod. By Primary) | 23                   | Re:Born             |
| 2018                                                                                | My Blossom                                 | 50                   | Non issu d’un album |
| 2018                                                                                | All Night                                  | 59                   | Re:Fresh            |
| 2020                                                                                | Gotta Go                                   | 157                  | Non issu d’un album |
| 2021                                                                                | Good Night My Love (잘자요내사랑)          | —                    | Non issu d’un album |
| 2022                                                                                | Business (feat. BE'O)                      | —                    | Day & Night         |
| 2023                                                                                | Aloha (feat. Bora)                         | —                    | Summer Recipe       |
| "—" signifie que le titre ne s'est pas classé ou n'est pas sorti dans cette région. |                                            |                      |                     |

#### En featuring
| Titre                                                                               | Année | Meilleures positions | Album               |
| Titre                                                                               | Année | COR Gaon             | Album               |
| ----------------------------------------------------------------------------------- | ----- | -------------------- | ------------------- |
| "Right" (Primary featuring Soyou)                                                   | 2017  | 27                   | Non issu d’un album |
| "Let Me Hear You Say" (미필적 고의) (K.Will featuring Soyou)                        | 2017  | 57                   | Part.1 Nonfiction   |
| "Forever Yours" (Key featuring Soyou)                                               | 2018  | —                    | Face                |
| "Walking" (걷는중) (DinDin featuring Soyou)                                         | 2020  | —                    | Non issu d’un album |
| "—" signifie que le titre ne s'est pas classé ou n'est pas sorti dans cette région. |       |                      |                     |

#### En collaboration
| Titre                                                                               | Année | Meilleures positions | Meilleures positions | Ventes                    | Album                       |
| Titre                                                                               | Année | COR Gaon             | COR Hot.             | Ventes                    | Album                       |
| ----------------------------------------------------------------------------------- | ----- | -------------------- | -------------------- | ------------------------- | --------------------------- |
| "Officially Missing You, Too" (avec Geeks)                                          | 2012  | 2                    | 2                    | - COR : plus de 2 605 971 | Re;code                     |
| "White Love" (하얀 설레임) (avec K.Will & Jeongmin de Boyfriend)                    | 2012  | 6                    | 7                    | - COR : plus de 818 093   | Starship Planet             |
| "Goodbye" (avec Hong Dae-kwang)                                                     | 2013  | 10                   | 8                    | - COR : plus de 546 346   | Non issu d’un album         |
| "Stupid in Love" (착해 빠졌어) (avec Mad Clown)                                     | 2013  | 1                    | 1                    | - COR : plus de 1 935 124 | Non issu d’un album         |
| "Some" (썸) (avec Junggigo featuring Geeks' Lil Boi)                                | 2014  | 1                    | 1                    | - COR : plus de 2 898 043 | Non issu d’un album         |
| "The Space Between" (틈) (avec Kwon Sunil et Park Yongin d’Urban Zakapa)            | 2014  | 2                    | —                    | - COR : plus de 1 035 053 | Non issu d’un album         |
| "Pillow" (팔베개) (avec Giriboy featuring Kihyun)                                   | 2015  | 5                    | —                    | - COR : plus de 768 684   | NO.MERCY Pt. 2              |
| "Lean on Me" (어깨) (avec Kwon Jeongyeol de 10cm)                                   | 2015  | 2                    | —                    | - COR : plus de 1 307 880 | Non issu d’un album         |
| "Runnin'" (우리 둘) (avec Henry)                                                    | 2016  | —                    | —                    | - COR : plus de 30 801    | S.M. Station Season 1       |
| "Love Is One More Than Farewell" (사랑은 이별보다 하나가 많아) (avec Junggigo)      | 2016  | 28                   | —                    | - COR : plus de 56 621    | Inkigayo Music Crush Part.3 |
| "Rain" (비가와) (avec Baekhyun)                                                     | 2017  | 2                    | —                    | - COR : plus de 823 022   | Non issu d’un album         |
| "Perfect" (완벽해) (avec Letter Flow)                                               | 2017  | —                    | —                    | - COR : plus de 16 816    | Non issu d’un album         |
| "Monitory Girl" (avec Louie de Geeks)                                               | 2017  | —                    | —                    | NC                        | Non issu d’un album         |
| "I Still" (avec Sung Si-kyung)                                                      | 2017  | 6                    | 10                   | - COR : plus de 389 115   | Part.1 RE:BORN              |
| "All Night" (까만밤) (avec Sik-K)                                                   | 2018  | 72                   | —                    | NC                        | Part.2 RE:FRESH             |
| "Rain Drop" (비가 오잖아) (avec OVAN)                                               | 2019  | 19                   | —                    | NC                        | Non issu d’un album         |
| "Beginning" (시작할까) (avec Rain)                                                  | 2019  | 94                   | —                    | NC                        | The Love Of Autumn          |
| "Bangkok" (avec Francis)                                                            | 2019  | —                    | —                    | NC                        | Non issu d’un album         |
| "On the Road" (길에서) (avec Jukjae)                                                | 2019  | 131                  | —                    | NC                        | X-Mas Project Vol. 1        |
| "Zero:Attitude" (avec Iz*One)                                                       | 2021  | 119                  | —                    | NC                        | Non issu d’un album         |
| "—" signifie que le titre ne s'est pas classé ou n'est pas sorti dans cette région. |       |                      |                      |                           |                             |

## Filmographie

### Émissions télévisées
| Année | Titre                                 | Chaîne      | Notes                     |
| ----- | ------------------------------------- | ----------- | ------------------------- |
| 2010  | Children of the Night                 | MBC         | Invitée                   |
| 2011  | Hello Baby                            | KBS         | Ep. 1-12                  |
| 2011  | Weekly Idol                           | MBC Every 1 | Ep. 8                     |
| 2012  | Running Man                           | SBS         | Ep. 95 (invitée spéciale) |
| 2012  | Weekly Idol                           | MBC Every 1 | Ep. 45                    |
| 2012  | The Beatles Code 2                    | Mnet        | Invitée                   |
| 2013  | Shinhwa Broadcast                     | JTBC        | Ep. 45                    |
| 2013  | Incarnation                           | SBS         | Ep. 23                    |
| 2013  | Star Diving Show Splash               | MBC         | Participante              |
| 2013  | Escape Crisis No.1                    | KBS2        | Invitée                   |
| 2013  | Hello Counselor                       | KBS2        | Ep. 127                   |
| 2013  | Let's Go! Dream Team Season 2         | KBS         | Invitée                   |
| 2013  | Happy Together                        | KBS2        | Ep. 306                   |
| 2013  | Quiz Show                             | KBS         | Invitée                   |
| 2013  | The Human Condition Season 2          | KBS2        | Invitée, ep. 17           |
| 2013  | Immortal Songs 2                      | KBS2        | Invitée                   |
| 2013  | Mamma Mia                             | KBS2        | Ep. 27                    |
| 2013  | Great Marriage                        | JTBC        | Ep. 10-22                 |
| 2013  | Real Men                              | MBC         | Invitée                   |
| 2014  | Wishing Star                          | MBC Every1  | Co-présentatrice          |
| 2014  | Midnight in Hong Kong                 | Y-STAR      | Ep. 1-4                   |
| 2014  | The Radio Star                        | MBC         | Invitée                   |
| 2014  | I Live Alone                          | MBC Every 1 | Ep. 55                    |
| 2014  | Crime Scene                           | JTBC        | Ep. 8                     |
| 2014  | 1 vs 100 Quiz Show                    | KBS2        | Invitée                   |
| 2014  | I Live Alone                          | MBC Every 1 | Ep. 59                    |
| 2014  | Witch Hunt                            | JTBC        | Ep. 52                    |
| 2014  | Hello Counselor                       | KBS2        | Invitée                   |
| 2014  | Running Man                           | SBS         | Ep. 209                   |
| 2014  | Yoo Jaesuk's I am a Man               | KBS2        | Ep. 2                     |
| 2014  | The Human Condition Season 2          | KBS2        | Invitée, ep. 74           |
| 2014  | I Live Alone                          | MBC Every 1 | Ep. 70                    |
| 2014  | The TaeTiSeo                          | OnStyle     | Ep. 6                     |
| 2014  | Quiz to Change The World              | MBC         | Invitée                   |
| 2014  | 100 People, 100 Songs                 | JTBC        | Ep. 7-8                   |
| 2014  | Escape Crisis No.1                    | KBS2        | Ep. 462                   |
| 2015  | Get It Beauty                         | OnStyle     | MC                        |
| 2015  | Sistar's Showtime                     | MBC Every1  | Ep. 1-8                   |
| 2015  | You Hee-yeol's Sketchbook             | KBS2        | Ep. 256                   |
| 2015  | Invisible Man                         | KBS2        | Ep. 3                     |
| 2015  | Take Care of Your Fridge              | JTBC        | Ep. 16-17                 |
| 2015  | Witch Hunt                            | JTBC        | Ep. 85                    |
| 2015  | Healing Camp                          | SBS         | Ep. 178                   |
| 2015  | What Shall We Eat Today               | CJ E&M      | Ep. 59                    |
| 2015  | Yaman TV                              | Mnet        | Ep. 25                    |
| 2015  | Weekly Idol                           | MBC Every1  | Ep. 200-201               |
| 2015  | Same Bed Different Dreams             | SBS         | Ep. 7                     |
| 2015  | Hello Counselor                       | KBS2        | Ep. 230                   |
| 2015  | You Hee-yeol's Sketchbook             | KBS2        | Ep. 279                   |
| 2015  | Escape Crisis No.1                    | KBS2        | Ep. 489                   |
| 2015  | Quiz to Change The World              | MBC         | Ep. 304                   |
| 2015  | Running Man                           | SBS         | Ep. 255                   |
| 2015  | 18 Seconds                            | SBS         | Ep. 1-2                   |
| 2015  | Take Care of My Dad                   | SBS         | Ep. 26 (voix)             |
| 2015  | The Human Condition Season 3          | KBS2        | Invitée, ep. 127          |
| 2015  | Healing Camp                          | SBS         | Ep. 202                   |
| 2015  | You Hee-yeol's Sketchbook             | KBS2        | Ep. 291                   |
| 2015  | Chuseok Gayo Festival (Duet Song 8+)  | MBC Every1  | Participante              |
| 2015  | Again Hit Songs Best 50 95-96         | MBC Every1  | Présentatrice             |
| 2015  | Chuseok Special ‘Idol Singing Contest | KBS2        | Participante              |

### Apparitions dans des clips
| Année | Titre               | Artiste                 | Rôle                             |
| ----- | ------------------- | ----------------------- | -------------------------------- |
| 2011  | "Pink Romance"      | Starship Planet         | Elle-même                        |
| 2013  | "Stupid in Love"    | Soyou & Mad Clown       | Rôle principal                   |
| 2013  | "Snow Candy"        | Starship Planet         | Elle-même                        |
| 2014  | "Day 1"             | K.Will                  | Rôle principal avec Park Min-woo |
| 2014  | "The Space Between" | Soyou & Urban Zakapa    | Caméo                            |
| 2014  | "Love Is You"       | Starship Planet         | Elle-même                        |
| 2015  | "Lean on Me"        | Soyou & Kwon Jeong Yeol | Rôle principal                   |

## Prix et nominations
| Année | Prix                                        | Catégorie                             | Travail nommé                          | Résultat   |
| ----- | ------------------------------------------- | ------------------------------------- | -------------------------------------- | ---------- |
| 2013  | 3èmes Gaon Chart K-Pop Awards               | Artiste de l'année - septembre        | "Stupid In Love (avec Mad Clown)"      | Lauréat    |
| 2014  | World Music Awards                          | World's Best Song                     | "Some (avec Jung Gigo)"                | Nomination |
| 2014  | World Music Awards                          | World's Best Video                    | "Some (avec Jung Gigo)"                | Nomination |
| 2014  | World Music Awards                          | World's Best Group                    | Soyou (avec Jung Gigo)                 | Nomination |
| 2014  | World Music Awards                          | World's Best Live Act                 | Soyou (avec Jung Gigo)                 | Nomination |
| 2014  | 9èmes Seoul International Drama Awards      | Outstanding Korean Drama OST          | "Once More" - Empress Ki OST           | Nomination |
| 2014  | 16e Seoul International Youth Film Festival | Meilleur OST par une artiste féminine | "Once More" - Empress Ki OST           | Nomination |
| 2014  | 7èmes Style Icon Awards                     | Top 10 Style Icons                    | The Voice that Flirted with the Nation | Lauréat    |
| 2014  | 4èmes Gaon Chart K-Pop Awards               | Artiste de l'année - février          | "Some (avec Jung Gigo)"                | Lauréat    |
| 2014  | 6èmes MelOn Music Awards                    | Hot Trend Award                       | "Some (avec Jung Gigo)"                | Lauréat    |
| 2014  | 6èmes MelOn Music Awards                    | Best R&B/Soul Award                   | "Some (avec Jung Gigo)"                | Nomination |
| 2014  | 6èmes MelOn Music Awards                    | Chanson de l'année                    | "Some (avec Jung Gigo)"                | Nomination |
| 2014  | 16th Mnet Asian Music Awards                | Meilleure collaboration               | "Some (avec Jung Gigo)"                | Lauréat    |
| 2014  | 16th Mnet Asian Music Awards                | UnionPay Chanson de l'année           | "Some (avec Jung Gigo)"                | Nomination |
| 2014  | SBS Gayo Daejun Awards                      | Meilleure chanson                     | "Some (avec Jung Gigo)"                | Lauréat    |
| 2015  | 29èmes Golden Disk Awards                   | Digital Bonsang                       | "Some (avec Jung Gigo)"                | Lauréat    |
| 2015  | 29èmes Golden Disk Awards                   | Tendance de l'année                   | "Some (avec Jung Gigo)"                | Lauréat    |
| 2015  | 24èmes Seoul Music Awards                   | Record of the Year in Digital Release | "Some (avec Jung Gigo)"                | Lauréat    |
| 2015  | 12èmes Korean Music Awards                  | Chanson de l'année                    | "Some (avec Jung Gigo)"                | Lauréat    |
| 2015  | 12èmes Korean Music Awards                  | Meilleure chanson pop                 | "Some (avec Jung Gigo)"                | Lauréat    |
| 2015  | 12èmes Korean Music Awards                  | Groupes de musiciens de l'année       | Soyou (avec Jung Gigo)                 | Nomination |
| 2015  | 17èmes Mnet Asian Music Awards              | Meilleure collaboration et Unité      | "Lean On Me (avec Kwon Jeong Yeol)"    | Nomination |
| 2015  | 17èmes Mnet Asian Music Awards              | UnionPay Chanson de l'année           | "Lean On Me (avec Kwon Jeong Yeol)"    | Nomination |

### Programmes musicaux

#### Show Champion
| Année | Date       | Chanson                 |
| ----- | ---------- | ----------------------- |
| 2014  | 19 février | "Some" (avec Jung Gigo) |

#### M! Countdown
| Année | Date        | Chanson                             |
| ----- | ----------- | ----------------------------------- |
| 2014  | 20 février  | "Some" (avec Jung Gigo)             |
| 2014  | 27 février  | "Some" (avec Jung Gigo)             |
| 2015  | 1er octobre | "Lean On Me" (avec Kwon Jeong Yeol" |

#### Music Bank
| Année | Date       | Chanson                 |
| ----- | ---------- | ----------------------- |
| 2014  | 21 février | "Some" (avec Jung Gigo) |
| 2014  | 28 février | "Some" (avec Jung Gigo) |
| 2014  | 7 mars     | "Some" (avec Jung Gigo) |
| 2014  | 21 mars    | "Some" (avec Jung Gigo) |
| 2014  | 4 avril    | "Some" (avec Jung Gigo) |

#### Show! Music Core
| Année | Date         | Chanson                           |
| ----- | ------------ | --------------------------------- |
| 2013  | 28 septembre | "Stupid in Love" (avec Mad Clown) |
| 2014  | 22 février   | "Some" (avec Jung Gigo)           |
| 2014  | 1er mars     | "Some" (avec Jung Gigo)           |

#### Inkigayo
| Année | Date       | Chanson                 |
| ----- | ---------- | ----------------------- |
| 2014  | 23 février | "Some" (avec Jung Gigo) |